# Bundanoon
Bundanoon is een plaats in de Australische staat New South Wales. De plaats telt 2035 inwoners (2006).
In juli 2009 komt Bundanoon in het nieuws omdat het de verkoop van mineraalwater in flessen wil verbieden.